# Kedestes mohozutza
Kedestes mohozutza là một loài bướm ngày thuộc họ Hesperiidae. Nó được tìm thấy ở Nam Phi tới Kenya, Zaire và Uganda.
Sải cánh dài 27–31 mm đối với con đực và 33-42 đối với con cái. Con trưởng thành bay từ tháng 11 đến tháng 3 (nhiều nhất vào từ tháng 11 đến tháng 12). Có một lứa một năm.